# توم سكينر
توم سكينر (بالإنجليزية: Tom Skinner) هو نقابي وسياسي نيوزلندي، ولد في 18 أبريل 1909 في نيوزيلندا، وتوفي في 11 نوفمبر 1991 في أوكلاند في نيوزيلندا. حزبياً، نشط في حزب العمال النيوزيلندي. وقد انتخب عضو مجلس النواب النيوزيلندي.